# 마취안잉역
마취안잉역(중국어: 马泉营站)은 중국 베이징시 차오양구 추이거좡 지구의 샹장 북로·마취안잉 서로 교차로에 위치한다. 베이징 지하철 15호선의 지하철역으로, 2010년 12월 30일 15호선 왕징시역에서 허우사위역까지 1단계 개통과 함께 개통되었다.

## 위치
이 역은 샹장북로(香江北路)와 마취안잉 서로(马泉营西路)의 교차점에 위치하며, 역은 동서 방향으로 배치되어 있다.

## 역 구조

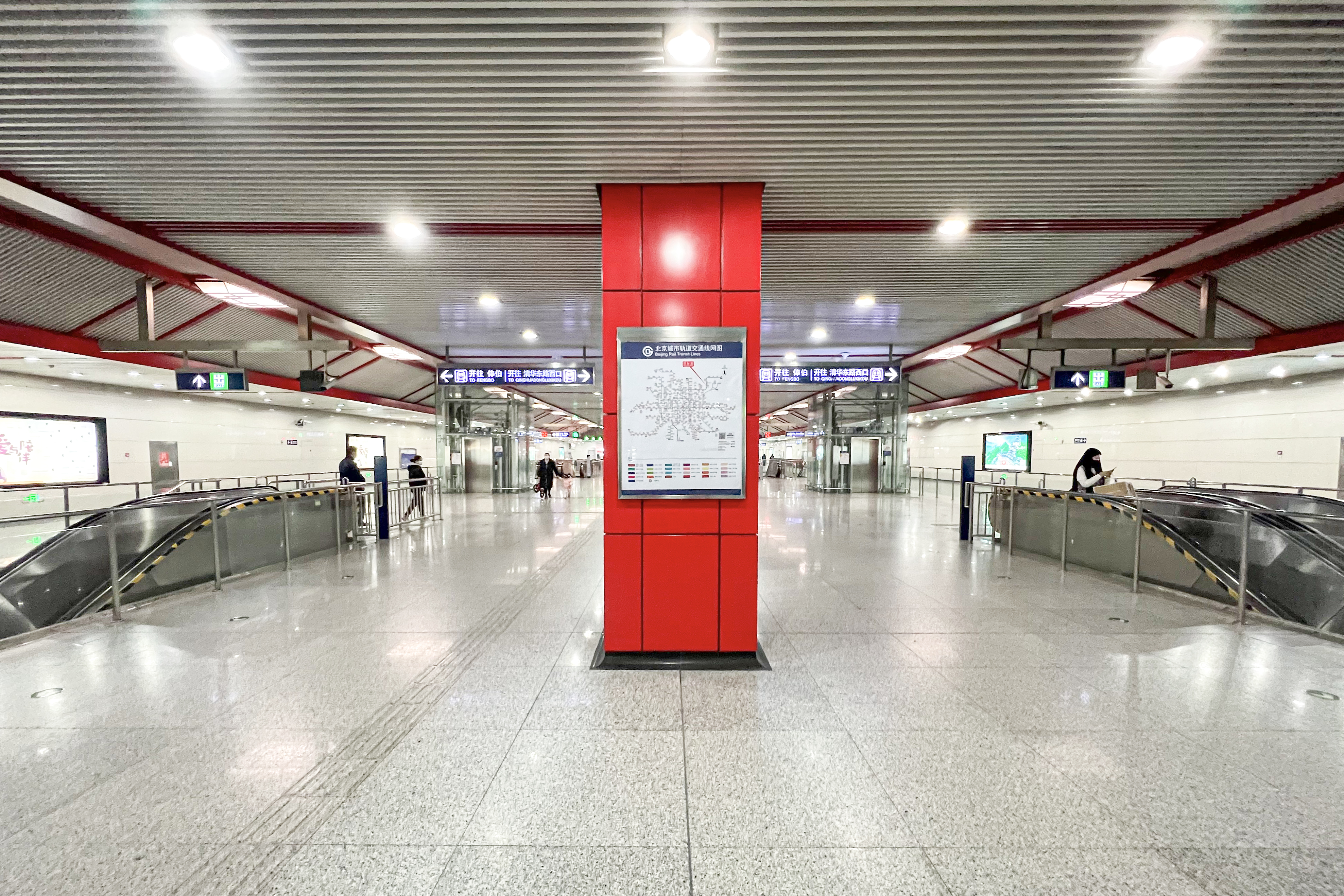
대합실

이 역은 2면 3선의 쌍섬식 승강장 설계를 갖춘 2층 건물의 지하역으로 외선이 본선이고 내선이 마취안잉 차량단과 연결된다. 역사는 중국 지붕 능선을 모방한 장식 디자인을 채택했으며 주요 색상은 주홍색이다.

### 층별 구조
| 지면층             | 가도                                                                      | A-C출입구                                                 |
| 지하 1층 대합실 층 | 대합실                                                                    | 고객센터, 자동발권기, 출입 게이트                         |
| 지하 2층 승강장    | ←                                                                         | ■ 15호선 칭화둥루시커우 방면 (추이거좡)                   |
| 지하 2층 승강장    | 섬식 승강장, 본선 차량 왼쪽 출입문, 기지 입출고 차량 오른쪽 출입문이 열림 |                                                           |
| 지하 2층 승강장    | ←                                                                         | ■ 칭화둥루시커우 방향 출발 승강장 / 펑보 방향 회차 승강장 |
| 지하 2층 승강장    | →                                                                         | ■ 펑보 방향 출발 승강장                                   |
| 지하 2층 승강장    | 섬식 승강장, 본선 차량 왼쪽 출입문, 기지 입출고 차량 오른쪽 출입문이 열림 |                                                           |
| 지하 2층 승강장    | →                                                                         | ■ 15호선 펑보 방면 (쑨허)                                 |

### 승강장
이 역 지하 2층에는 2면 3선 쌍섬식 승강장이 있고, 총 4개의 선로가 존재한다. 본선 열차는 2개의 외선, 기지 입출고 차량은 출발 시 2개의 내선을 사용한다.

## 출입구
이 역은 A, B, C 3개의 출입구가 존재한다.
|                         |                                                          |                                                                  |      |             |
| 출구                    | 지시                                                     | 출구 인근                                                        | 사진 | 무장애 시설 |
| 出口 · A                | 샹장 북로(香江北路) 북측                                 |                                                                  |      | 빈칸        |
| 出口 · B                | 샹장 북로(香江北路) 북측, 마취안잉 서로(马泉营西路) 동측 | 베이징 사이테 아울렛(샹장베이루점)(北京赛特奥特莱斯(香江北路店)) |      | 빈칸        |
| 出口 · C                | 샹장 북로(香江北路) 남측, 마취안잉 서로(马泉营西路) 동측 |                                                                  |      |             |
| 아이콘 설명: 엘리베이터 |                                                          |                                                                  |      |             |